# Gmina Xhafzotaj
Gmina Xhafzotaj (alb. Komuna Xhafzotaj) – gmina położona w środkowej części Albanii. Administracyjnie należy do okręgu Durrës w obwodzie Durrës. W 2011 roku populacja gminy wynosiła 12 381, 6221 kobiet oraz 6160 mężczyzn, z czego Albańczycy stanowili 79,66% mieszkańców.
W skład gminy wchodzi siedem miejscowości: Pjez, Rreth, Xhafzotaj, Sallmonë, Koxhas, Borakë, Guzaj.